# 제3보병사단 (독일 국방군)

제3보병사단은 제2차 세계 대전 전인 1934년에 독일 제국군의 3 보병사단을 확장하여 프랑크푸르트 지역사령부라는 이름으로 창설된 사단이다. Kommandant von Frankfurt라는 이름으로 위장했다가 1935년, 히틀러의 재무장 선언으로 독일 국방군이 재창설되면서 진짜 이름을 가지게 되었다.
- 3 보병사단
- 3 자동차화 보병사단
- 3 기갑척탄병사단

## 부대 역사
3 보병사단은 1939년 폴란드 침공 및 1940년 프랑스 침공에 참전했으며, 1940년 가을에 독일 본토로 복귀하여 완편 자동차화보병사단으로 개편되었다. 제2차 세계 대전 동안 대부분의 독일군 사단들은 흔히 알려진 것과는 달리 제1차 세계 대전 때와 별로 다를 바 없는 터벅터벅 걷는 보병과 마차로 편성된 보급대, 그리고 역시 말(馬)들이 대포를 끄는 포병대로 구성되어 있었다. 당시 독일 산업은 아직 모든 부대를 자동차화할 수 있을 만큼 충분한 수량의 군용 수송수단(트럭, 장갑차, 전차, 승용차 등)을 생산하지 못했다. 유일한 예외는 오토바이 정도였다.
3 자동차화 보병사단으로 개편된 후, 사단은 1941년 바르바로사 작전에 투입되어 북부집단군 소속으로 레닌그라드로 진격했다. 그 해 가을, 태풍 작전을 위해 중부집단군으로 배속되었고, 태풍 작전과 모스크바 전투에 참가했다. 1942년 중순, 사단은 다시 남부집단군 소속으로 재배치되어 여름 공세의 일부인 청색 작전에 투입되었다. 이 작전에 투입된 이후 스탈린그라드에 포위되었고, 6군 소속으로 전멸하였다.
1943년 3월, 당시 편성 작업이 진행 중이던 386 자동차화 사단을 흡수하여 3 기갑척탄병사단으로 재편성되었다. 1944년 여름까지 이탈리아에서 전투를 치렀고, 서부 전선으로 이동하여 연합군이 노르망디에 상륙한 연합군이 내륙으로 진격을 개시하자 붕괴된 전선을 재구축하는 임무에 투입되기도 했다. 그해 말에는 벌지 전투에 투입되기도 했으며, 레마겐 철교 방어 임무에도 투입되었으나, 1945년 4월, 루르 포위망에서 결국 항복했다.

## 주요 참전 전투
- 폴란드 9월 전역
- 프랑스 전투
- 바르바로사 작전
- 레닌그라드 포위전
- 태풍 작전
- 모스크바 전투
- 스탈린그라드 전투
- 루르 포위전

## 역대 지휘관
| 이름        | 계급 | 임기 시작        | 임기 종료        |
| ----------- | ---- | ---------------- | ---------------- |
| 쿠르트 하제 | 대령 | 1934년 4월 4일   | 1936년 3월 7일   |
| 발터 페트첼 | 소장 | 1936년 3월 7일   | 1938년 11월 10일 |
| 발터 리헬   | 중장 | 1938년 11월 10일 | 1940년 10월 5일  |

## 부대 편제
| 1937년 | 1939년 | 1943년 (1)                                                                                                   | 1943년 (2) |
| --- | --- | --- | --- |
| - 8 보병연대 - 29 보병연대 - 50 보병연대 - 3 포병연대 - 39 포병연대 1대대 - 3 정찰대대 - 8 기관총대대 - 3 공병대대 - 3 통신대대 | - 8 보병연대 - 29 보병연대 - 50 보병연대 - 3 포병연대 - 39 포병연대 1대대 - 3 수색대대 - 3 대전차대대 - 3 공병대대 - 3 통신대대 - 3 헌병중대 - 3 사단지원부대 | - 8 자동차화 보병연대 - 29 자동차화 보병연대 - 3 포병연대 - 53 오토바이저격대대 - 53 수색대대 - 3 사단지원대 | - 8 자동차화 보병연대 - 29 자동차화 보병연대 - 103 전차대대 - 103 기갑수색대대 - 3 자동차화 포병연대 - 312 육군대공포 대대 - 3 사단지원대 |

- 1937년 편제에서 기관총대대가 별도로 존재하는 것은 제1차 세계 대전의 유산이다.
- 정찰 또는 수색대대는 1937년 편제에서는 Beobachtung이라 표기하고, 1939년에는 Aufklärungs이라 표기하고 있다.
- 1943년 (1)은 스탈린그라드 전투 당시이며, (2)는 그 후 재창설되었을 때 편제다.

## 시기별 배치 현황
| 날짜                     | 군단         | 군         | 집단군     | 지역               |
| ------------------------ | ------------ | ---------- | ---------- | ------------------ |
| 1939년 9월               | 2 군단       | 4군        | 북부집단군 | 폴란드 폼메른      |
| 1939년 10월              | 3 군단       | 6군        | B집단군    | 아이펠             |
| 1939년 11월 ~ 12월       | 3 군단       | 12군       | A집단군    | 아이펠             |
| 1940년 1월 ~ 6월         | 3 군단       | 12군       | A 집단군   | 아이펠, 마스, 렝스 |
| 1940년 7월 ~ 9월         | 14 군단      | 2군        | C집단군    | Le Creusot         |
| 1940년 10월              |              | BdE        |            |                    |
| 1940년 11월 ~ 1941년 4월 | 46군단       | 11군       | C집단군    | 본거지             |
| 1941년 5월 ~ 1941년 6월  | 56군단       | 3 기갑군   |            | 본거지             |
| 1941년 7월 ~ 1941년 8월  | 56군단       | 4 기갑군   | 북부집단군 | 루가, 오스트로프   |
| 1941년 9월               | 56군단       | 16 군      | 북부집단군 | 데미얀스크         |
| 1941년 10월              | 57군단       | 4 기갑집단 | 중부집단군 | 로슬라블, 주흐노프 |
| 1941년 11월              | 57군단       | 4 군       | 중부집단군 | 모스크바           |
| 1941년 12월              | 20군단       | 4군        | 중부집단군 | 모스크바           |
| 1942년 1월               | 7군단        | 4기갑군    | 중부집단군 | Gshatsk            |
| 1942년 2월               | 9군단        | 4기갑군    | 중부집단군 | 비야스마           |
| 1942년 3월 ~ 4월         | 5군단        | 4기갑군    | 중부집단군 | 비야스마           |
| 1942년 5월               | 보충 및 정비 | OKH        | 중부집단군 | 오르샤             |
| 1942년 6월               | 예비대       | 6군        | 남부집단군 | 오르샤             |
| 1942년 7월               | 24군단       | 4 기갑군   | 남부집단군 | 보로네쉬           |
| 1942년 8월               | 24군단       | 6 군       | B 집단군   | 스탈린그라드       |
| 1942년 9월 ~ 11월        | 14군단       | 6 군       | B 집단군   | 스탈린그라드       |
| 1942년 12월 ~ 1943년 2월 | 24군단       | 6 군       | 돈 집단군  | 스탈린그라드       |
| 1943년 3월 ~ 1943년 5월  |              | 재편성     | D 집단군   | 퓌레넨             |

- 1940년 10월은 본토에서 재편성 중이었다.

## 기사십자장 서훈자
| 연도   | 날짜      | 이름                                            |
| ------ | --------- | ----------------------------------------------- |
| 1940년 | 5월 26일  | 프리츠 예거                                     |
| 1940년 | 7월 19일  | 프리츠 후베르트 그레서                          |
| 1941년 | 4월 13일  | 이른프라이트 베흐마르                           |
| 1941년 | 5월 15일  | 빈리히 베어                                     |
| 1941년 | 9월 12일  | 알베르히트 에르트만                             |
| 1941년 | 9월 29일  | 에른스트 보르헤르트, 아돌프 힐마르 티펠스키르히 |
| 1942년 | 10월 25일 | 파울 베커                                       |
| 1942년 | 11월 6일  | 오토 하인쪠                                     |
| 1942년 | 11월 13일 | 하리 미라우                                     |
| 1942년 | 12월 17일 | 게르하르트 튀르케                               |
| 1943년 | 1월 15일  | 하인리히 쉬바르츠                               |
| 1943년 | 1월 20일  | 지구르트 호르스마르 베아우리리유-마르코나이     |

## 같이 보기
- 사단 (군사), 군사 조직
- 제2차 세계 대전 중 독일군 사단 목록
- 독일 육군 (제2차대전)